# TP d'Or 1975
Els premis TP d'Or 1975 foren entregats al Saló Embajadores de l'Hotel Eurobuilding de Madrid el 23 de març de 1976 en un acte presidit pel director general de RTVE Gabriel Peña Aranda.
| Categoria              | Programa                          | Persona                 | Resultat        |
| ---------------------- | --------------------------------- | ----------------------- | --------------- |
| Actor Nacional         | Este señor de negro               | José Luis López Vázquez | Guanyador       |
| El Teatro              | Carlos Larrañaga                  | 2n Classificat          |                 |
| El Teatro              | Fernando Fernán Gómez             | 3r Classificat          |                 |
| Actriu Nacional        | Cuentos y leyendas i Estudio 1    | Charo López             | Guanyadora      |
| Actriu Nacional        | El Teatro                         | Concha Velasco          | 2a Classificada |
| Actriu Nacional        | El Teatro                         | Lola Herrera            | 3r Classificat  |
| Actor Estranger        | Kojak                             | Telly Savalas           | Guanyador       |
| Actor Estranger        | La Casa de la Pradera             | Michael Landon          | 2n Classificat  |
| Actor Estranger        | Colombo                           | Peter Falk              | 3r Classificat  |
| Actriu Estrangera      | La Casa de la Pradera             | Karen Grassle           | Guanyadora      |
| Actriu Estrangera      | McMillan y esposa                 | Susan Saint James       | 2a Classificada |
| Actriu Estrangera      | La saga de los Forsyte            | Susan Hampshire         | 3r Classificat  |
| Presentador            | Directísimo                       | José María Íñigo        | Guanyador       |
| Presentador            | Aquí y ahora                      | José Luis Uribarri      | 2n Classificat  |
| Presentador            | El mundo de la televisión         | Santiago Vázquez        | 3r Classificat  |
| Presentadora           | Un globo, dos globos, tres globos | María Luisa Seco        | Guanyadora      |
| Presentadora           | Informe semanal                   | Rosa María Mateo Isasi  | 2a Classificada |
| Presentadora           | Telediario                        | Clara Isabel Francia    | 3a Classificada |
| Personatge més popular | Heidi                             | "Heidi"                 | Guanyadora      |
| Personatge més popular | El gran circo de TVE              | Los payasos de la tele  | 2n Classificats |
| Personatge més popular | La guagua                         | Torrebruno              | 3r Classificat  |
| Sèrie Nacional         | Este señor de negro               | Este señor de negro     | Guanyadora      |
| Serie Estrangera       | La Casa de la Pradera             | La Casa de la Pradera   | Guanyadora      |
| Serie Estrangera       | Kojak                             | Kojak                   | 2a Classificada |
| Serie Estrangera       | En ruta                           | En ruta                 | 3r Classificat  |
| Programa Nacional      | El hombre y la Tierra             | El hombre y la Tierra   | Guanyador       |
| Programa Nacional      | Directísimo                       | Directísimo             | 2n Classificat  |
| Programa Nacional      | Los reporteros                    | Los reporteros          | 3r Classificat  |